# Mia Lövheim
Mia Lövheim (ur. 1968) – szwedzka socjolog, prof. na Wydziale Teologicznym Uniwersytetu w Uppsali.

## Publikacje
- Nätet - en plats för nya former av gemenskap? (2002)
- Internet, Religion and the Attribution of Social Trust (2003, współautorka)
- A Space set Apart?: Young People Exploring the Sacred on the Internet (2005)